# Луи II (стадион)
«Луи II» (фр. Louis II, Луи-Дё) — мультиспортивный стадион в Фонвьей, Монако. Открыт в 1985 году. Домашняя арена футбольного клуба «Монако» и Сборной Монако. Вмещает 18,5 тысяч человек.
Стадион был построен по заказу Ренье III на месте старого стадиона, существовавшего с 1939 по 1985 год, который также назывался «Луи II». Название старого стадиона было дано в честь князя Монако Луи II, правившего княжеством в то время, когда спортсооружение возводилось.
«Луи II» — самый крупный стадион Монако. В 1986 и с 1998 по 2012 год на нём проводился Суперкубок УЕФА.
В 2016 году на стадионе прошёл Олимпийский квалификационный турнир по регби-7.